# Morový doktor

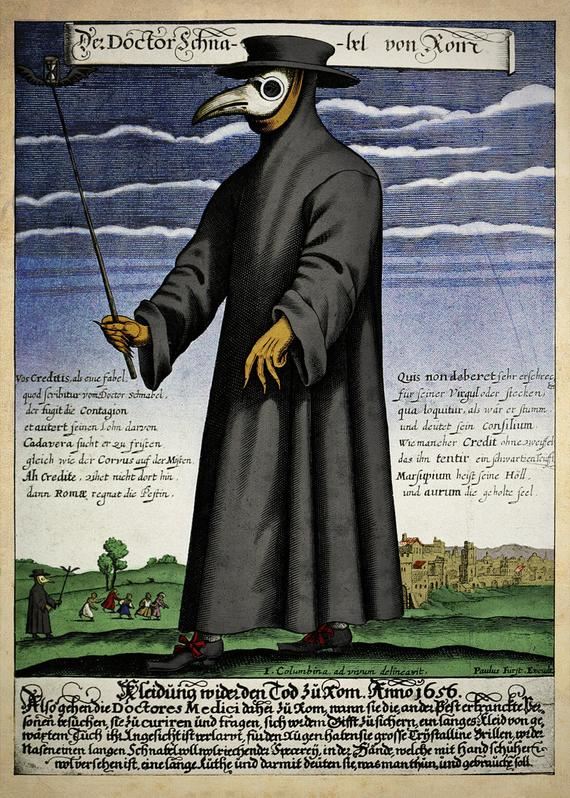
Kolorovaná mědirytina římského morového doktora, asi 1656

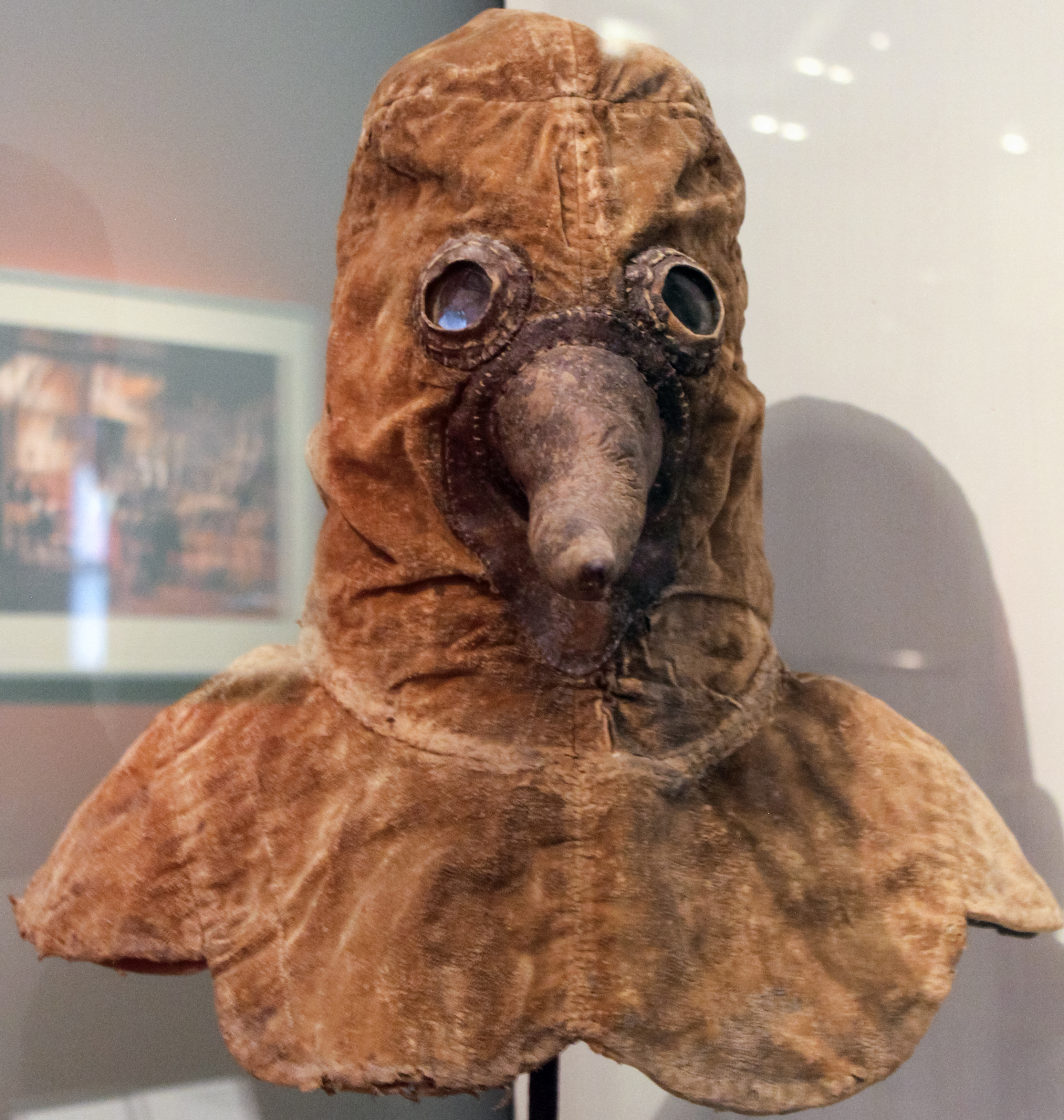
Maska morového doktora,
17. století

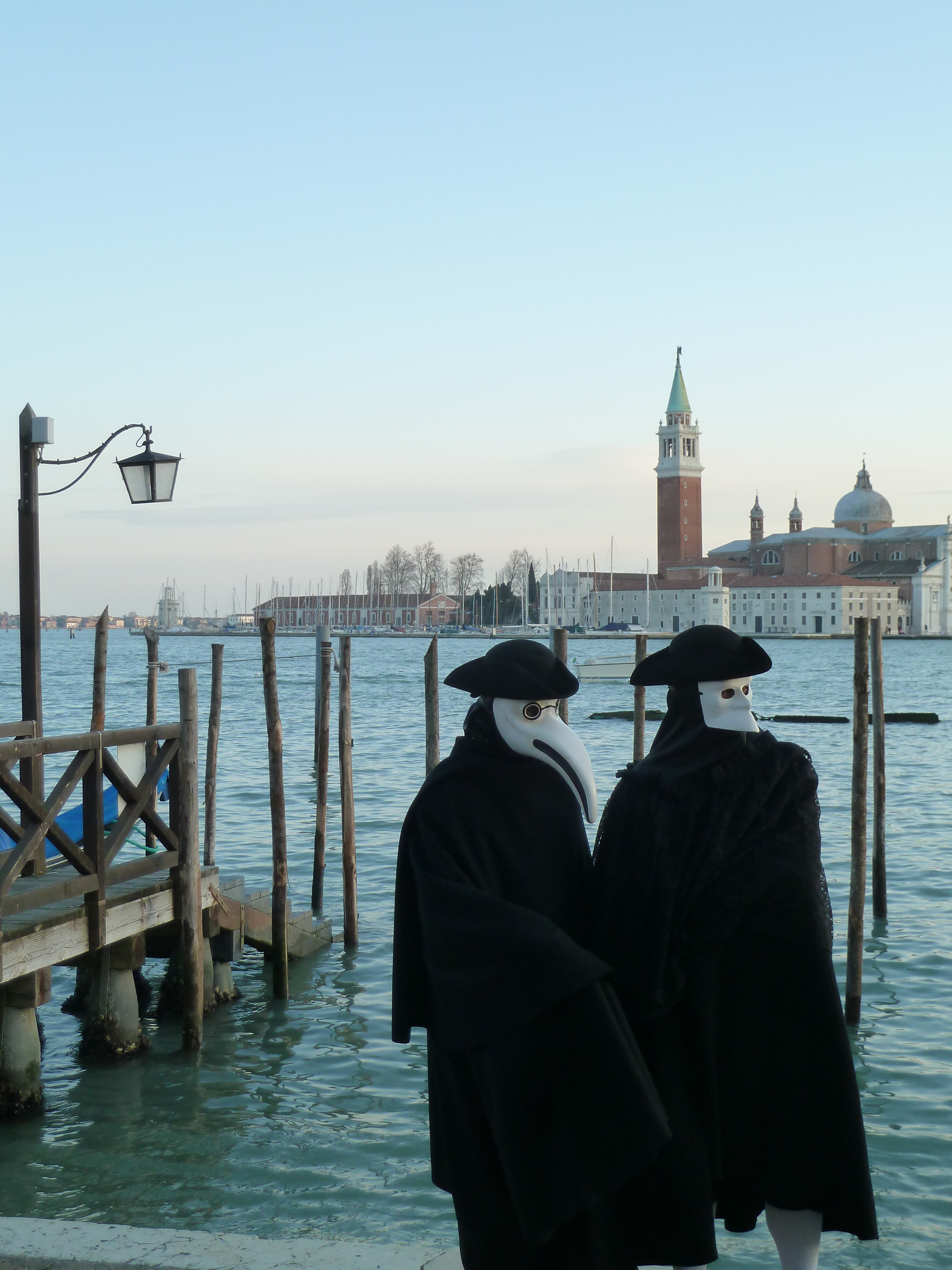
Benátské karnevalové masky

Morový doktor byl lékař, který měl za úkol léčit oběti morové nákazy. V dobách morových epidemií byli moroví doktoři najímáni městy, ve kterých se objevila nákaza. Za jejich služby platilo město, proto léčili všechny obyvatele – bohaté i chudé, ale je známo, že si někteří moroví doktoři nechávali od pacientů platit, za speciální typy léčby nebo falešné léky. Obvykle se nejednalo o zkušené lékaře nebo chirurgy, častěji to byli druhořadí felčaři, kteří si buď nedokázali jinak vybudovat úspěšnou léčitelskou praxi nebo mladí lékaři snažící se uchytit v oboru. Pacienty léčili jen vzácně a spíše zaznamenávali počty nakažených pro demografické účely. Také se často stávali svědky při sepisování závětí. Smlouvou s městem, která je zavazovala jako léčitele postižených morem, byli vnímáni jako oddělená skupina od běžných lékařů. Ve Francii a v Nizozemí moroví doktoři často neměli vzdělání a spoléhali se jen na své zkušenosti na základě svých pokusů a pozorování. V jednom případě se morovým doktorem stal prodejce ovoce.

## Způsoby léčby
Moroví doktoři užívali metodu pouštění žilou, běžné bylo i přikládání žab a pijavic na léze moru. Také se nemohli běžně pohybovat mezi veřejností, kvůli povaze jejich práce a možnému šíření nemoci. Mohla na ně také být uvalena karanténa.

## Historie
První morová epidemie v Evropě se datuje do 6. století a je nazývána jako Justiniánský mor. Největší morová epidemie nazývána jako Černá smrt byla v Evropě ve 14. století. Velké lidské ztráty ve městech způsobily ekonomickou katastrofu, takže komunity morových doktorů byly poměrně vážené a byla jim udělována různá privilegia, např. mohli volně vykonávat pitvy za účelem nalezení léku na mor. V některých případech byli moroví doktoři natolik váženými, že když v roce 1650 byli dva moroví doktoři vyslaní z Barcelony do Tortosy zajati psanci, zaplatilo za jejích propuštění město Barcelona výkupné. Město Orvieto najalo Mattea fu Angela v roce 1348 čtyřikrát za 50 florinů, což byl tehdy roční plat lékaře. Papež Klement VI. najal několik morových doktorů během epidemie moru, aby pomohli nemocným v Avignonu.
 V Benátkách v roce 1348, z 18 morových doktorů 5 zemřelo na mor a 12 zmizelo, pravděpodobně uteklo. 
Významným morovým doktorem, který radil ohledně preventivních opatřeních byl Nostradamus. Jeho radou bylo odklízení těl nakažených, pobývat na čerstvém vzduchu, pít čistou vodu a pít šťávu z šípků. V 8. kapitole jeho knihy Traité des fardemens, nedoporučuje pouštění žilou. Italské město Pavia v roce 1479 uzavřelo smlouvu s morovým doktorem Giovannim de Venturou. Také francouzský anatom Ambroise Paré a švýcarský iatrochemik Paracelsus, byli dobách renesance známí jako moroví doktoři.

## Oblečení morového doktora
Za autora obleku morového doktora je považován Charles de Lorme, vrchní lékař Ludvíka XIII. Celý oděv vytvořil v roce 1619 jako kompletní ochranu lékaře po vzoru brnění vojáka. Oděv tvořila maska s brýlemi, dlouhý kožený impregnovaný oděv (marocký plášť) sahající od krku po kotníky. Dále kožené kalhoty, rukavice, boty a klobouk, které byly vyrobeny z voskované kůže. Doplňkem byla hůl, jež sloužila k rozličným úkonům, aby se doktor nemusel dotýkat pacienta rukou. Oděv byl impregnovaný různými vůněmi, kterými byl naplněn i zobák např. vlnou s octem, sladkými směsmi olejů a jinými silně páchnoucími chemikáliemi, jejichž účelem bylo přebít pach smrti. Lidé totiž věřili, že mor se přenáší i „zkaženým“ vzduchem a zápachem tzv. miasma. Ptačí zobák měl svůj původ i v pověrách, podle kterých mor roznášejí ptáci, a pokud člověk přijal jejich podobu, nákaza se mu měla vyhnout. Masky doktorů při morových ranách jsou zmiňovány již v dřívějších dobách. Nenosili je pouze lékaři, ale i ti, jež se podíleli na odstraňování následků morových ran při odklízení ostatků těl zemřelých či domácích zvířat, například kati a další lidé na okraji tehdejší společnosti. Morová maska pak inspirovala i slavné benátské karnevalové masky.

## Odkaz v literatuře
Za morového doktora lze považovat královského zemského fyzika doktora Bohuslava Globice z Jiráskova románu Temno, který nemocné morem léčil. O ochranném oblečení se ale Jirásek nezmiňuje.